# Gerard Krekelberg

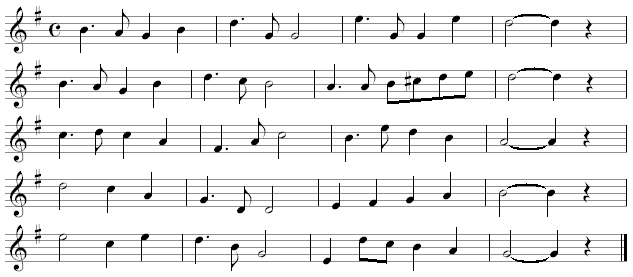
Melodia dell'inno del Limburgo, composto da G. Krekelberg

Gerard Krekelberg (Neeritter nel comune di Hunsel, 13 giugno 1864 – Vlodrop nel comune di Roerdalen, 27 novembre 1937) è stato un insegnante e compositore olandese è divenuto famoso per aver scritto il testo dell'inno nazionale del Limburgo (Limburg mijn Vaderland).

## STORIA
Nel 1909, Hendrik Thyssen, direttore del real coro maschile di Roermond, chiese a Krekelberg  di scrivere il testo di un anthem per celebrare la fondazione della "Vereniging ter bevordering van de volkszang in Limburg" (Società per la promozione della canzone popolare Limburghese) sulla musica composta dallo stesso Thyssen. L'inno scaturito dalla sinergia dei due, intitolato Limburg mijn Vaderland, venne eseguito per la prima volta il 31 gennaio 1909 dal real coro di Roermond, diretto dallo stesso Thyssen.
Successivamente, nel 1939, Limburg mijn Vaderland venne ufficialmente proclamato inno nazionale del Limburgo cambiando il titolo in Waar in 't bronsgroen eikenhout.